# Ngagelrejo
Ngagelrejo is een bestuurslaag in het regentschap Soerabaja van de provincie Oost-Java, Indonesië. Ngagelrejo telt 35.263 inwoners (volkstelling 2010).